# Laboratorio chimico

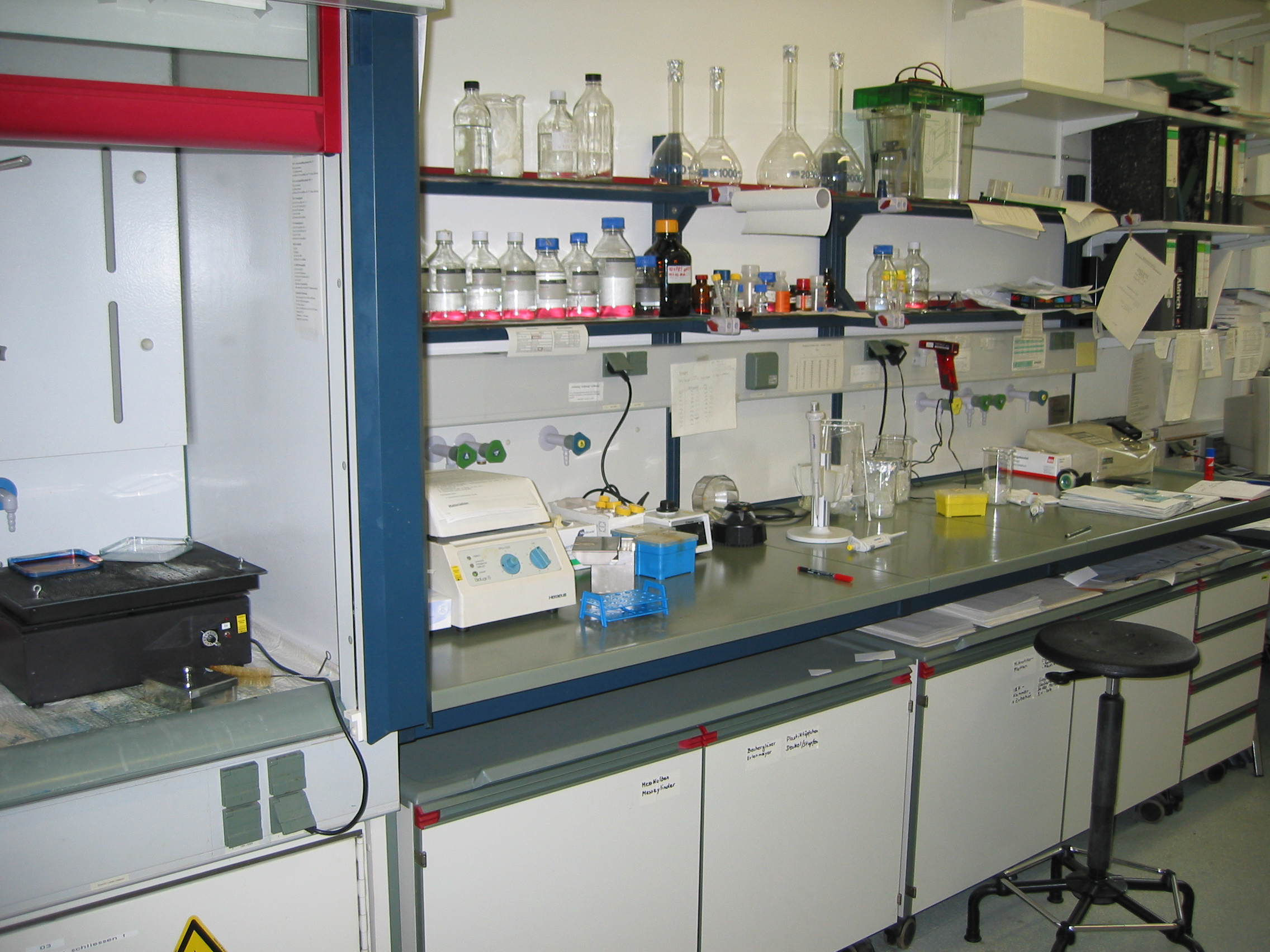
Laboratorio di biochimica dell'Università di Colonia, in Germania.

Un laboratorio chimico è un locale adibito a indagini chimiche di tipo analitico, e in genere a preparazioni a scala di laboratorio di sostanze chimiche e miscele di esse.

## Strumenti di un laboratorio chimico

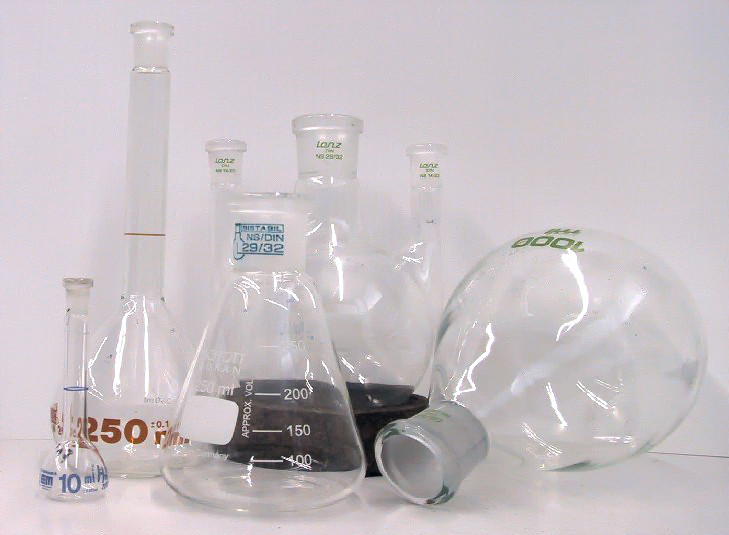
Vetreria di laboratorio

Di seguito viene riportata una classificazione di alcuni strumenti utilizzati in laboratorio chimico.
Spesso si fa riferimento agli strumenti in vetro borosilicato (Duran, Pyrex) o semplicemente in vetro comune indicandoli genericamente con il nome di vetreria.

### Strumenti per la miscelazione
```

```

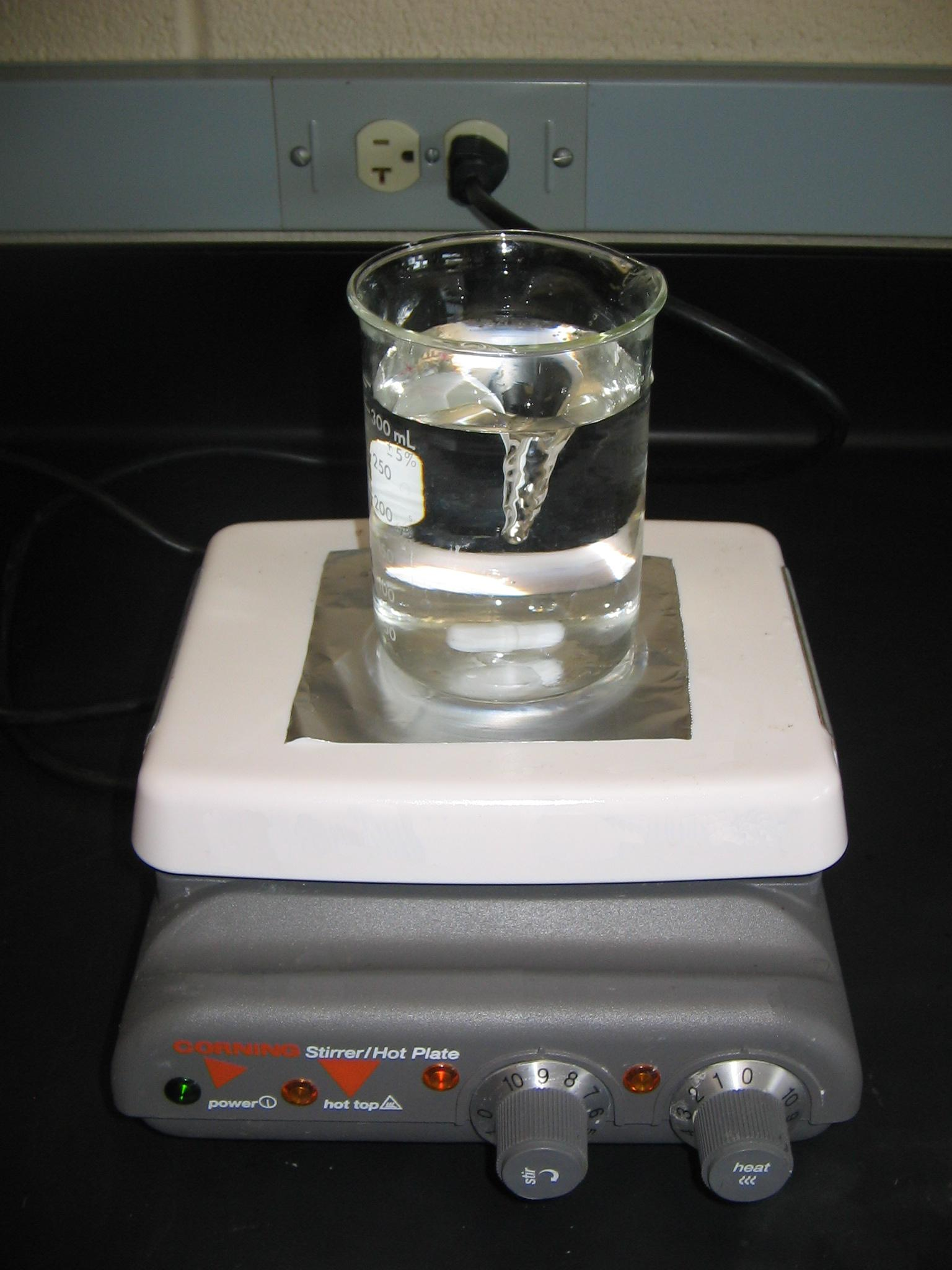
Agitatore magnetico
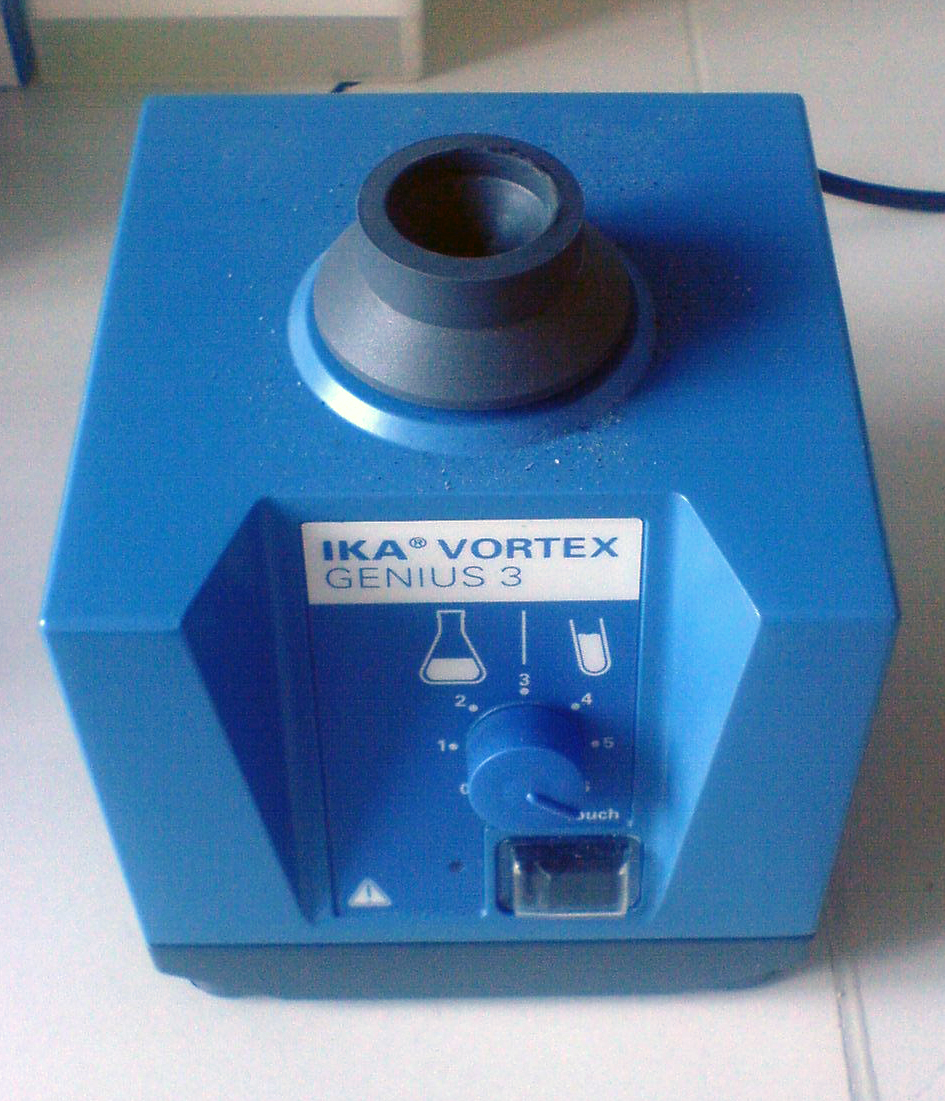
Miscelatore vortex
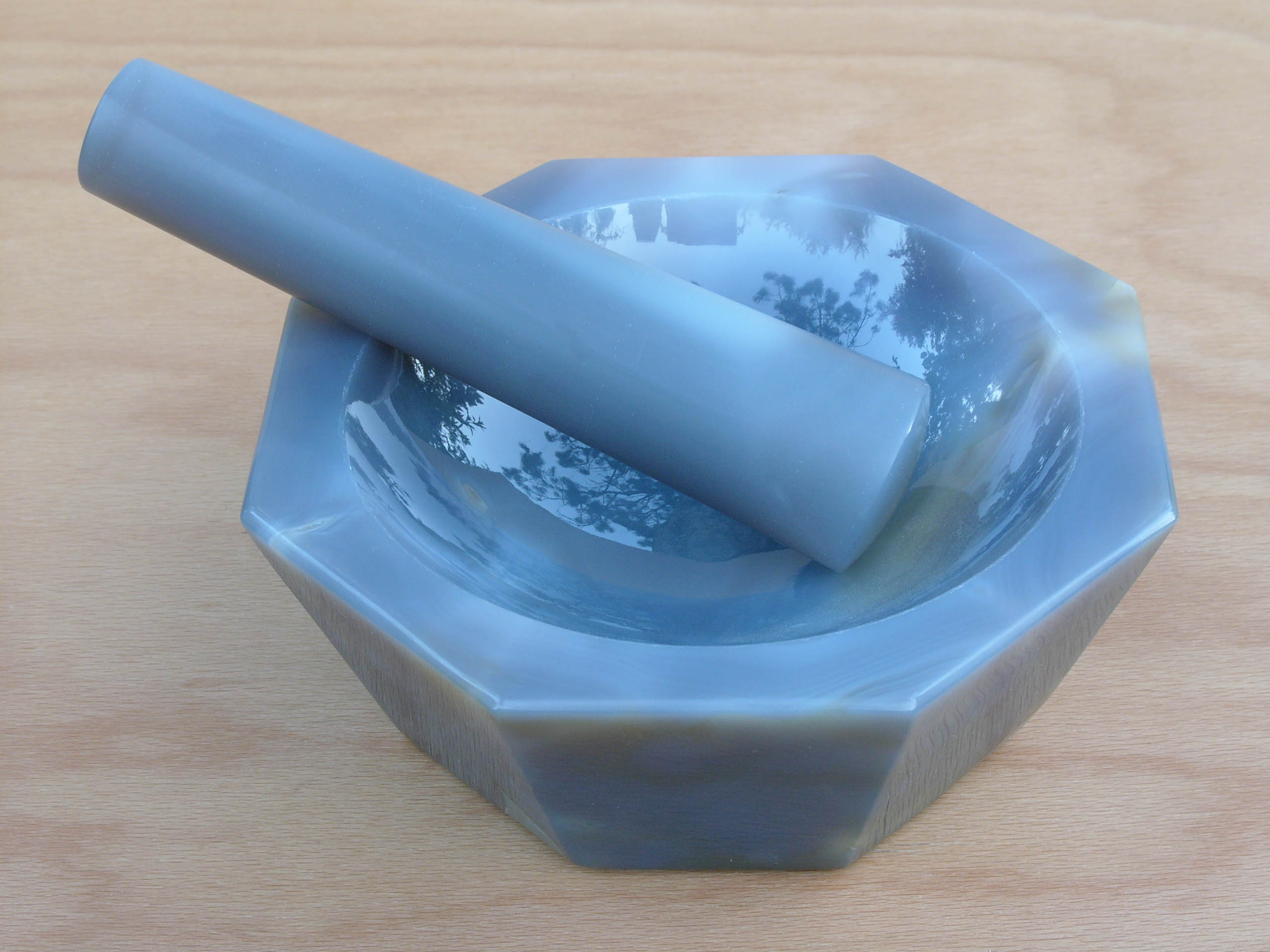
Mortaio (utilizzato anche per la comminuzione dei solidi)

### Strumenti per la separazione

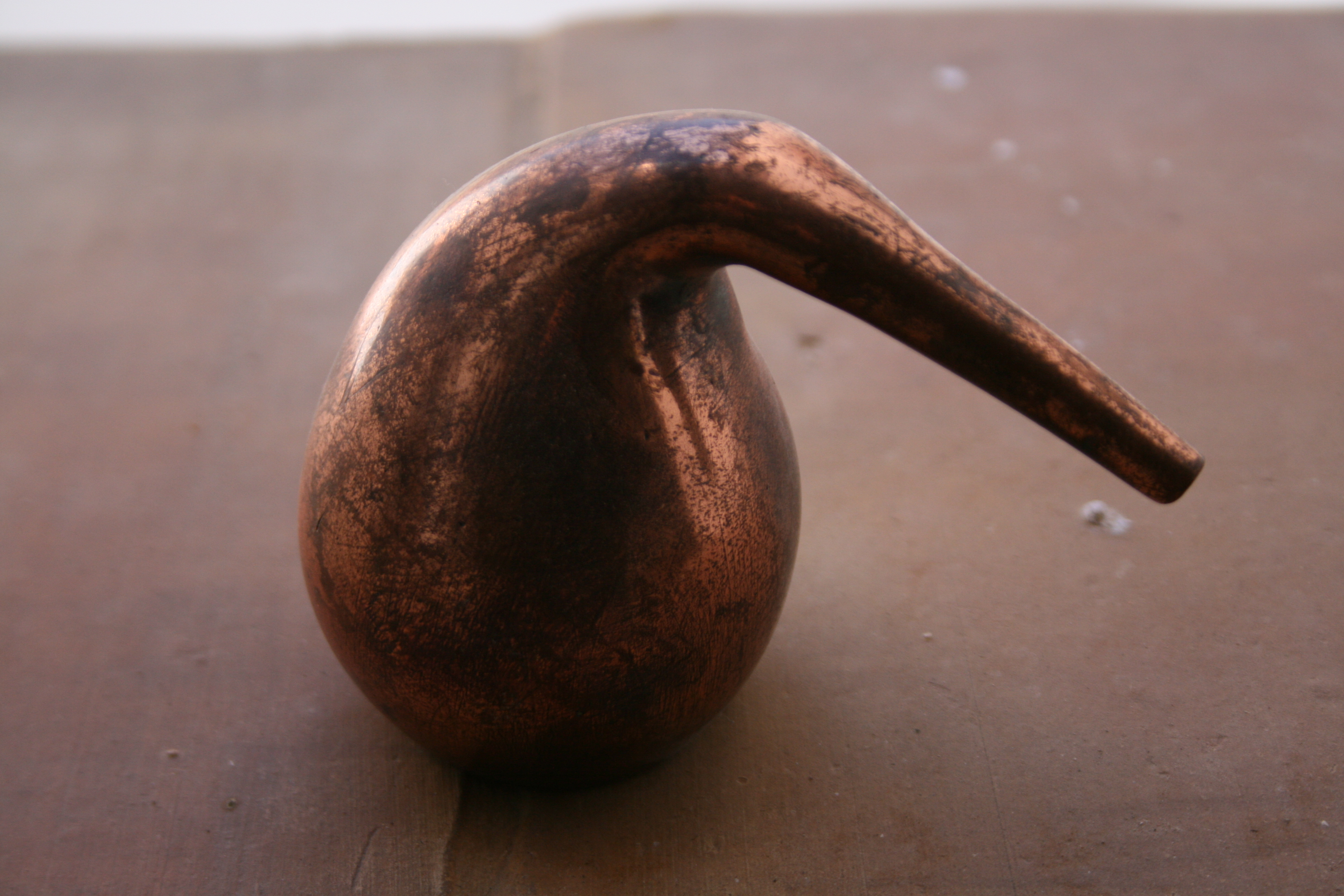
Alambicco
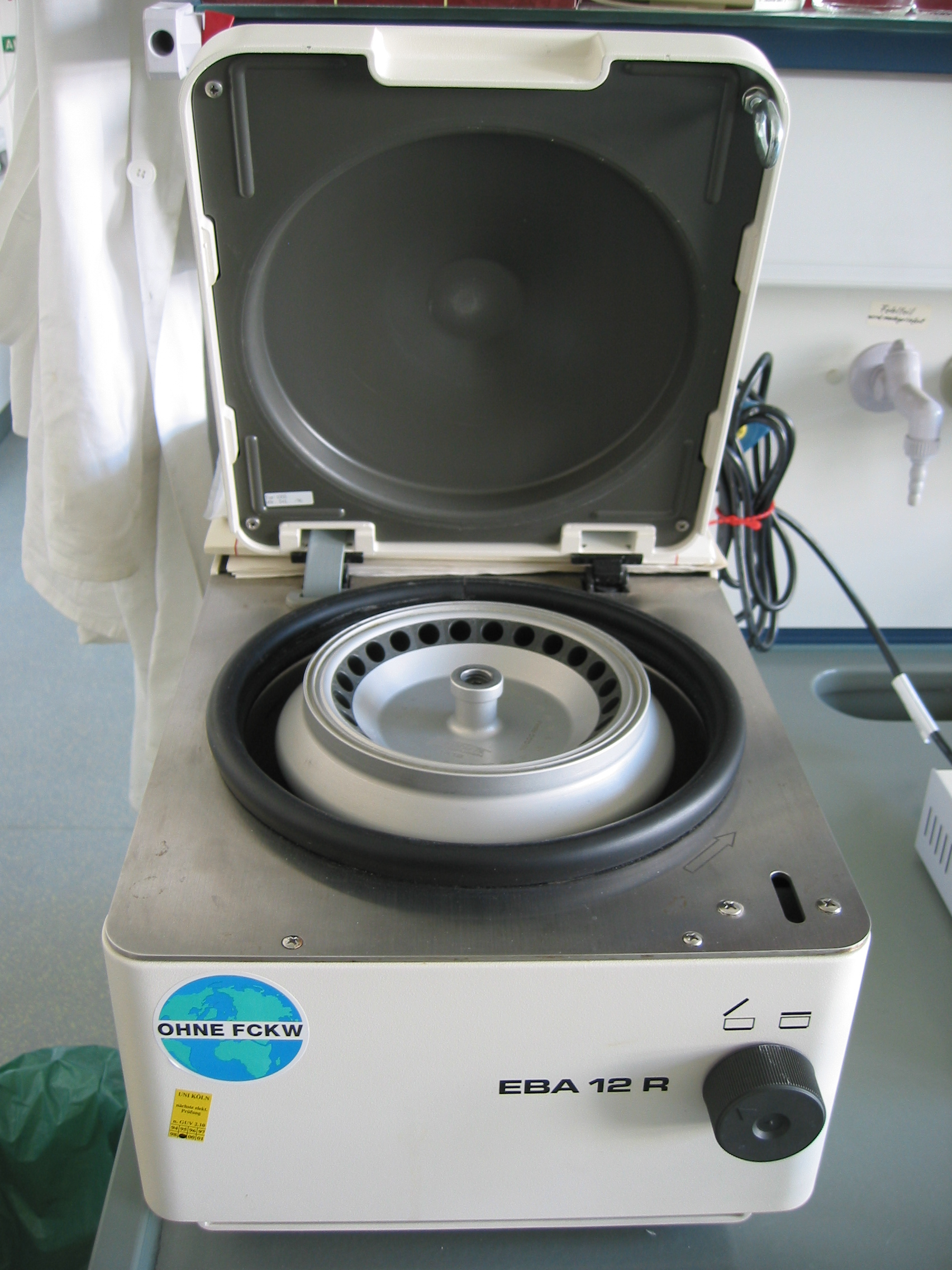
Centrifuga
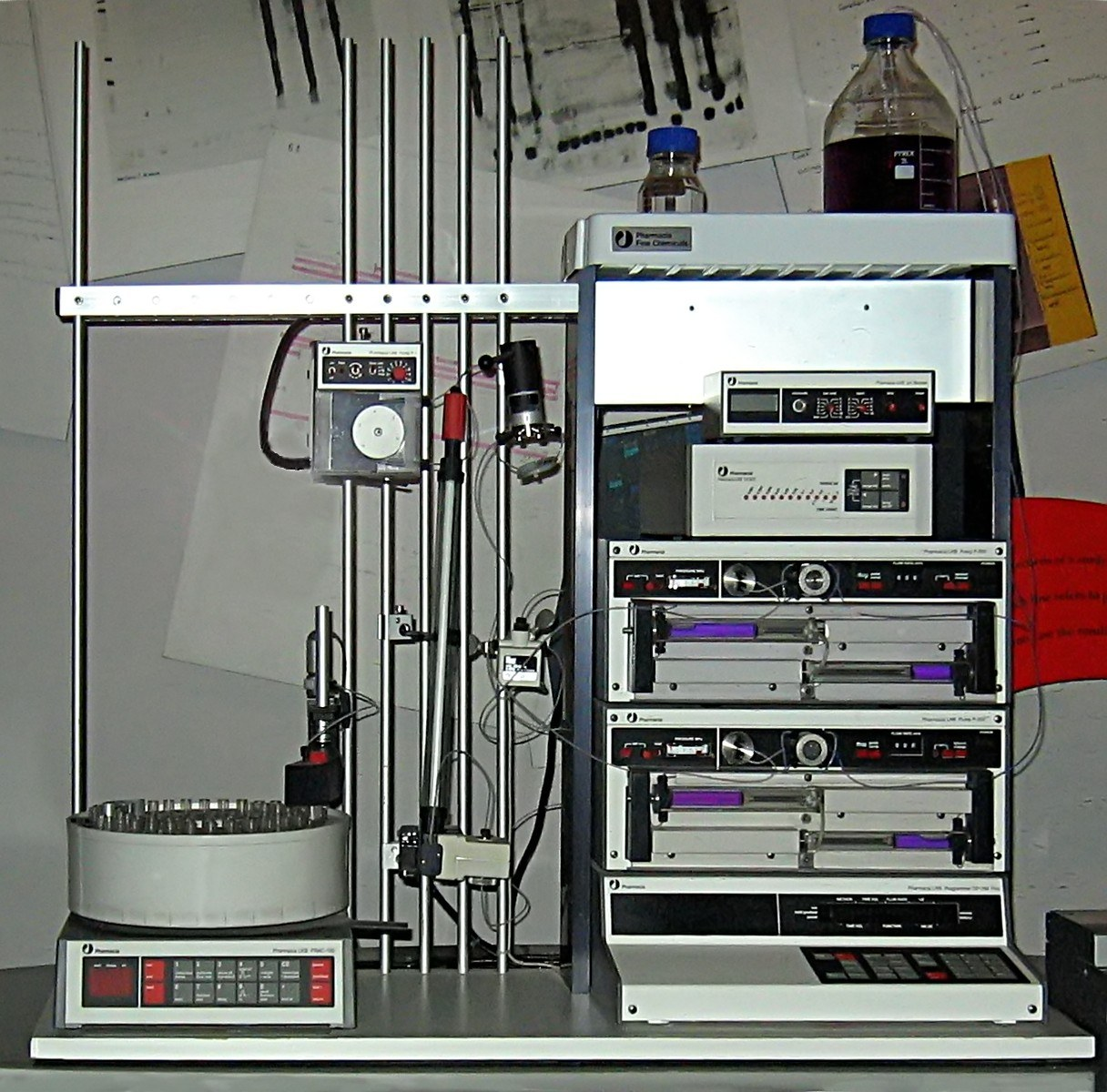
Cromatografo
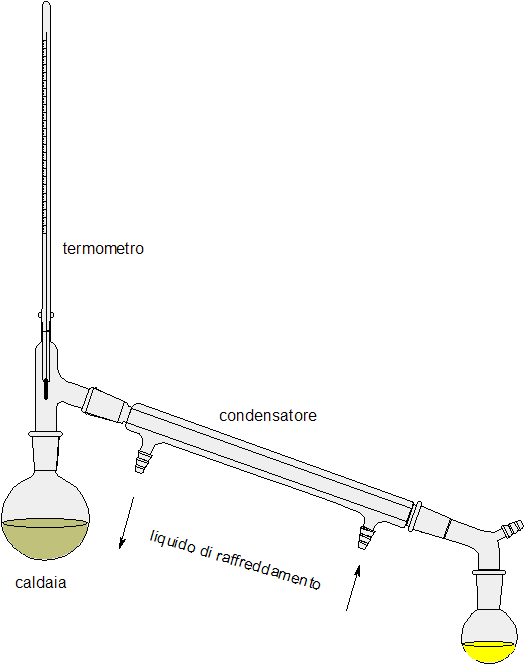
Distillatore
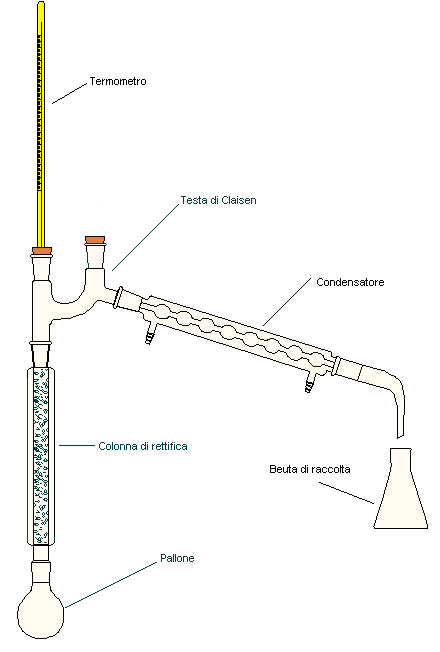
Colonna di Vigreux
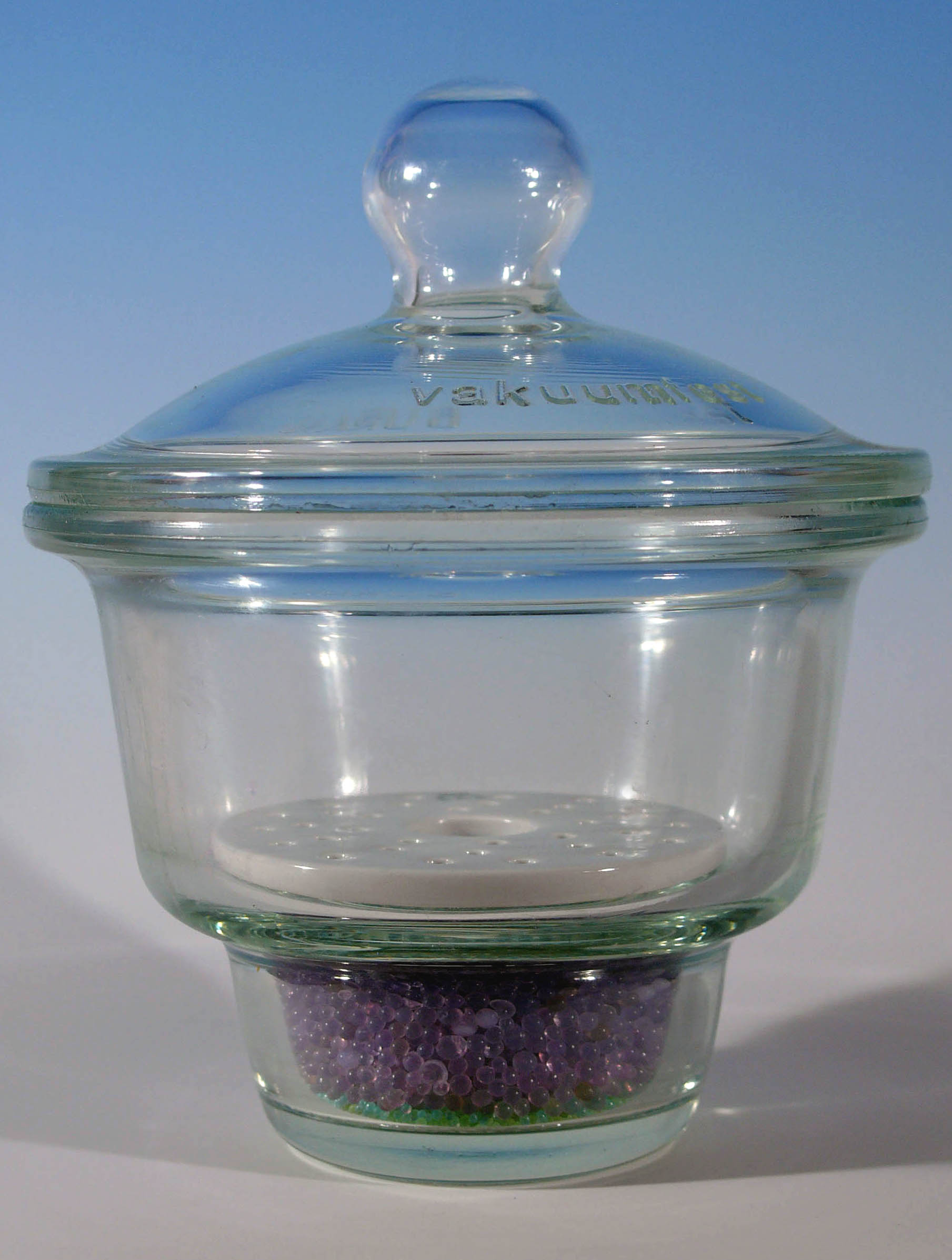
Essiccatore
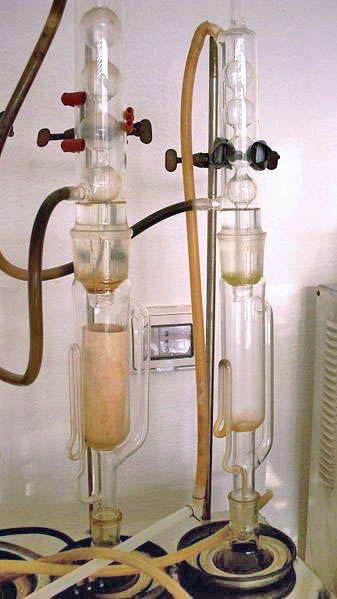
Estrattore Soxhlet
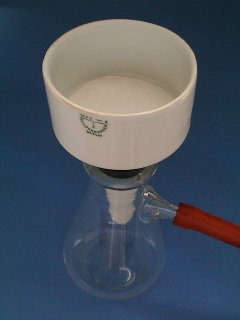
Filtro Büchner
Imbuto separatore
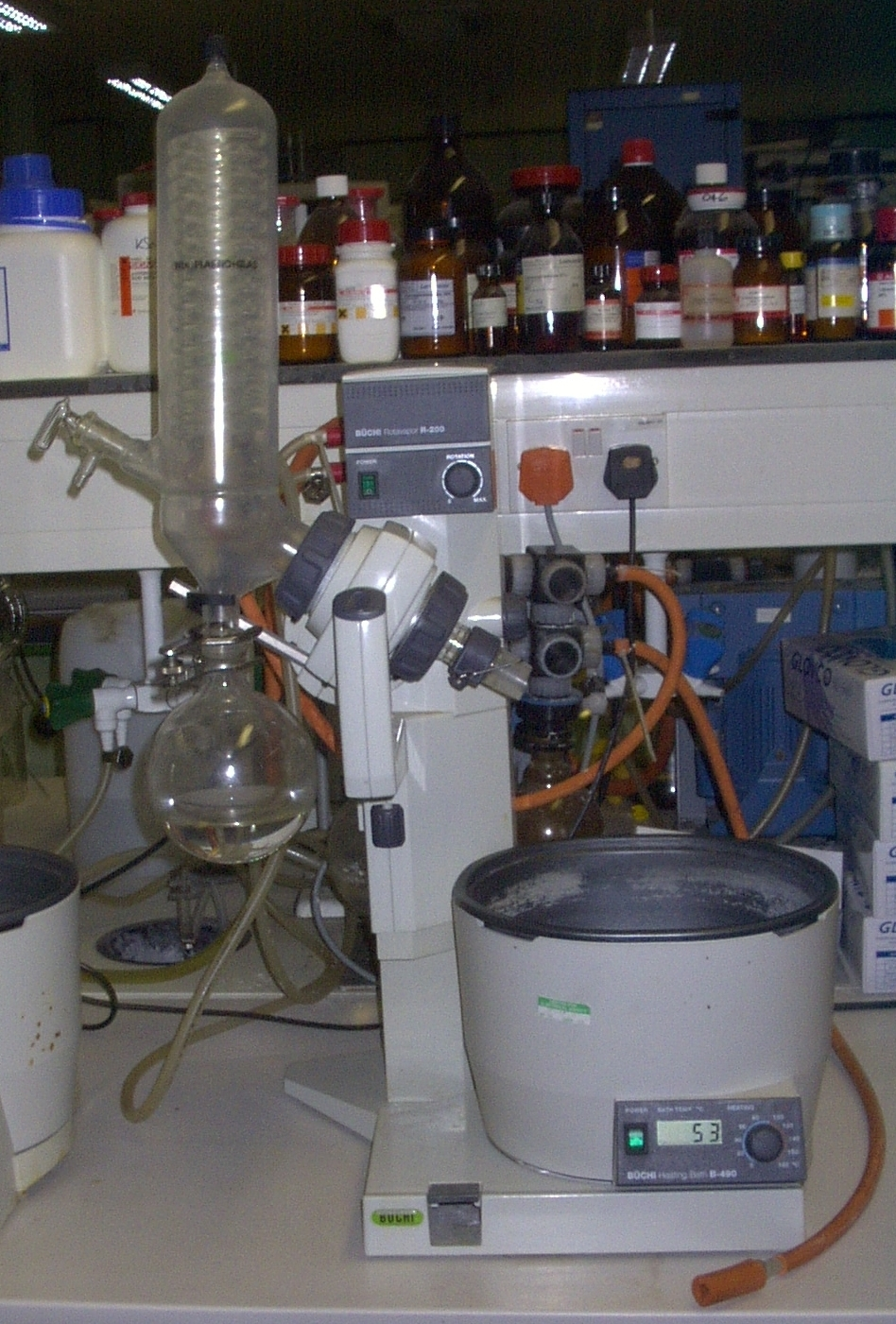
Evaporatore rotante

Altri:
- Distillatore Cazenave[1]
- Filtro a ditale
- Levigatore
  - Levigatore di Appiani
  - Levigatore di Andreasen

### Reattori da laboratorio

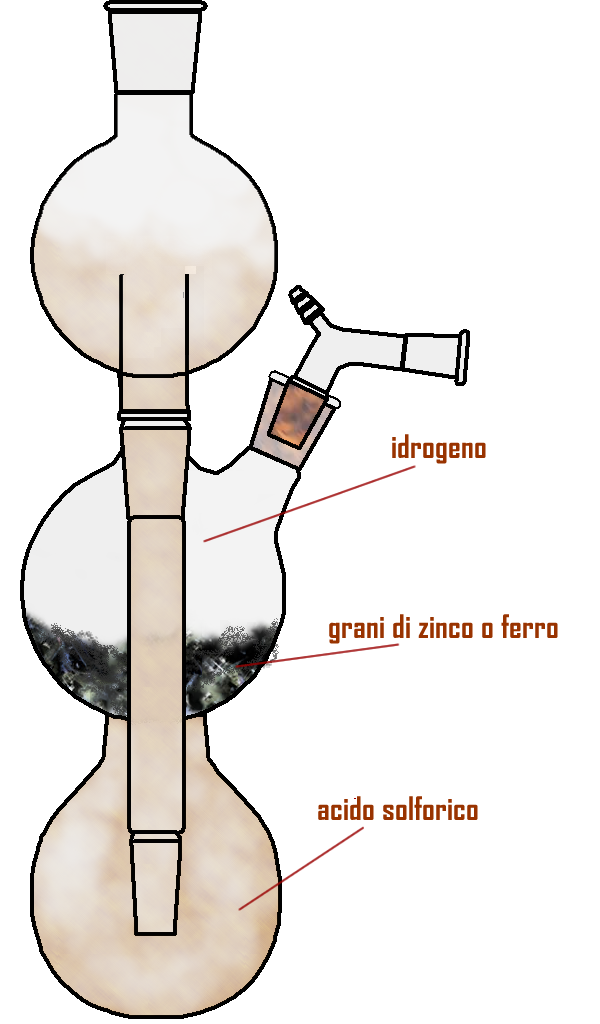
Apparecchio di Kipp
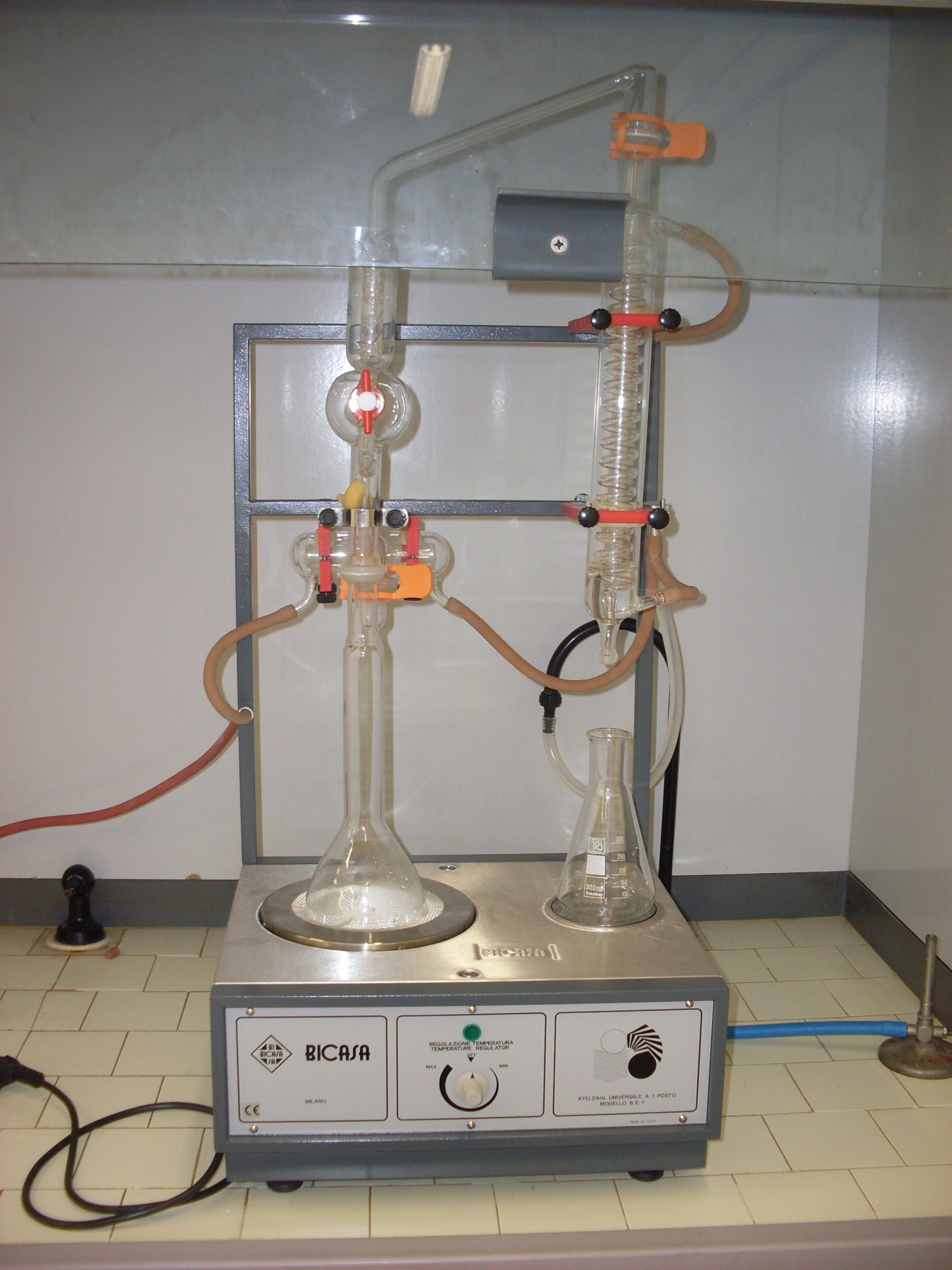
Apparecchio di Kjeldahl

### Strumenti di misurazione

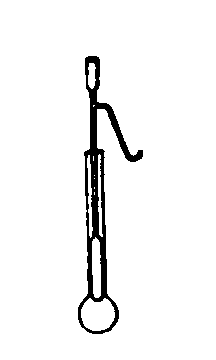
Apparecchio di Viktor Meyer
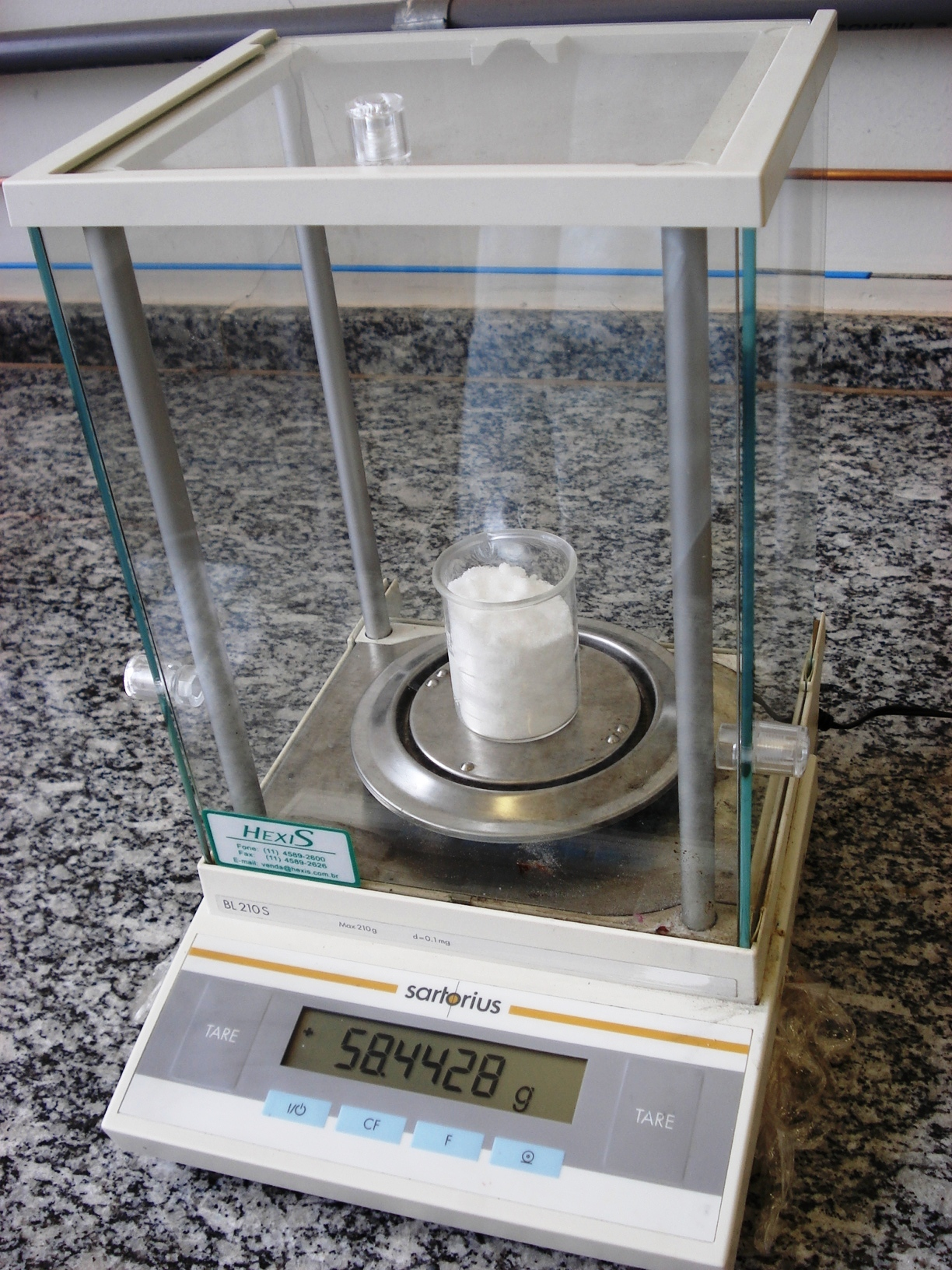
Bilancia analitica
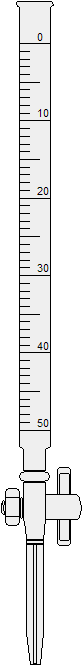
Buretta
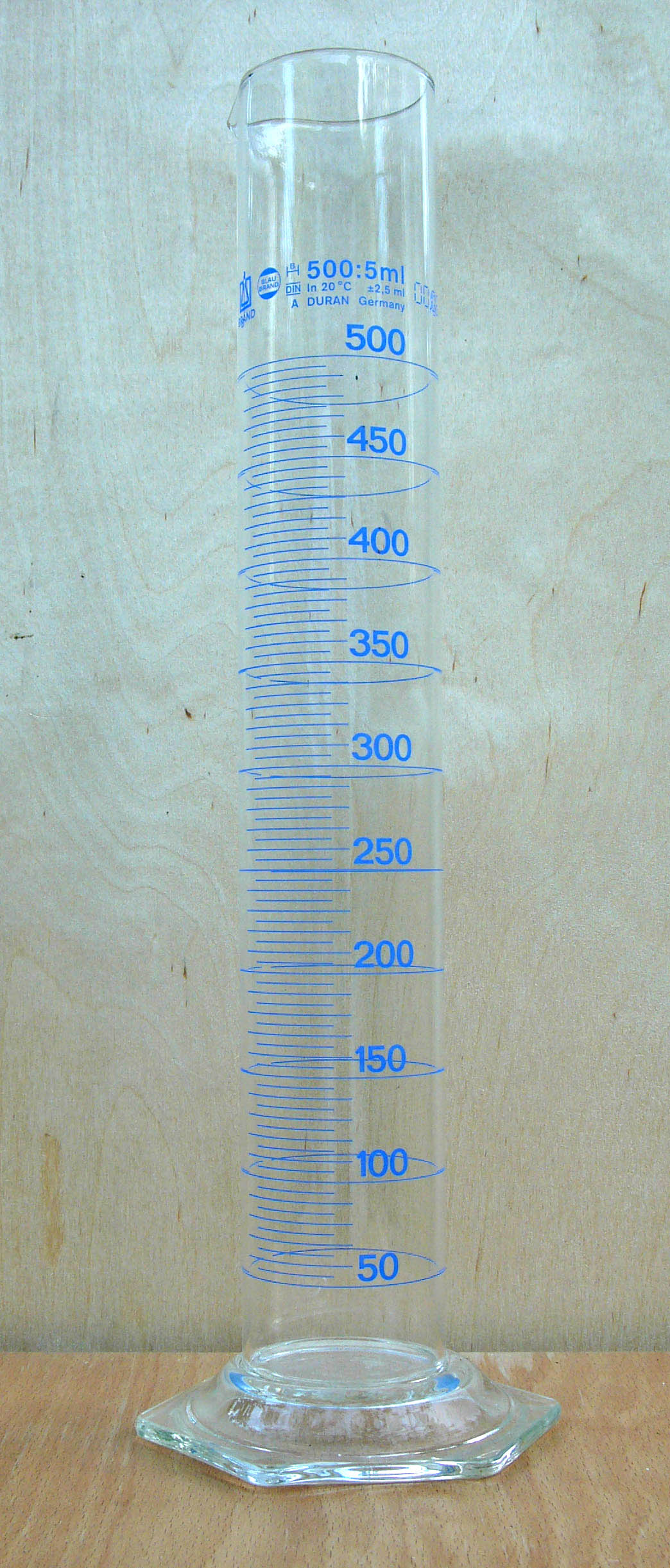
Cilindro graduato
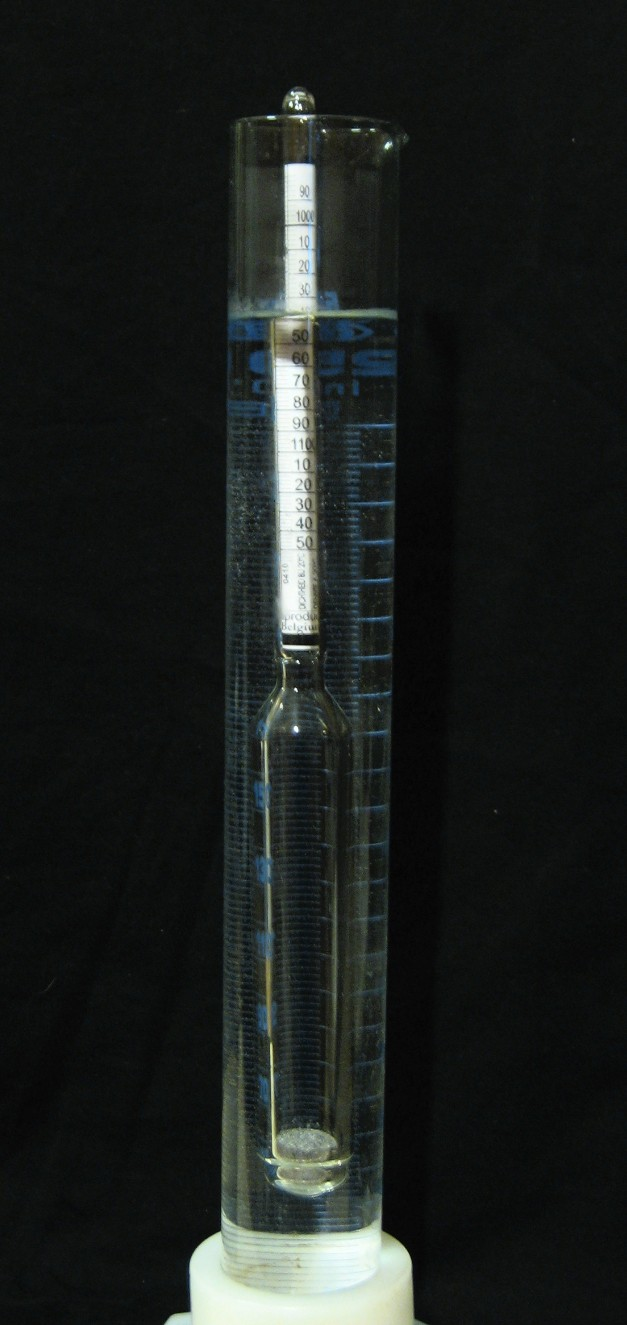
Densimetro
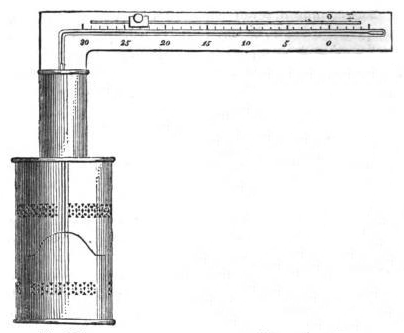
Ebullioscopio
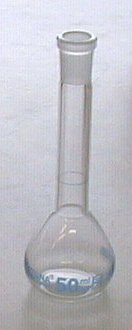
Matraccio
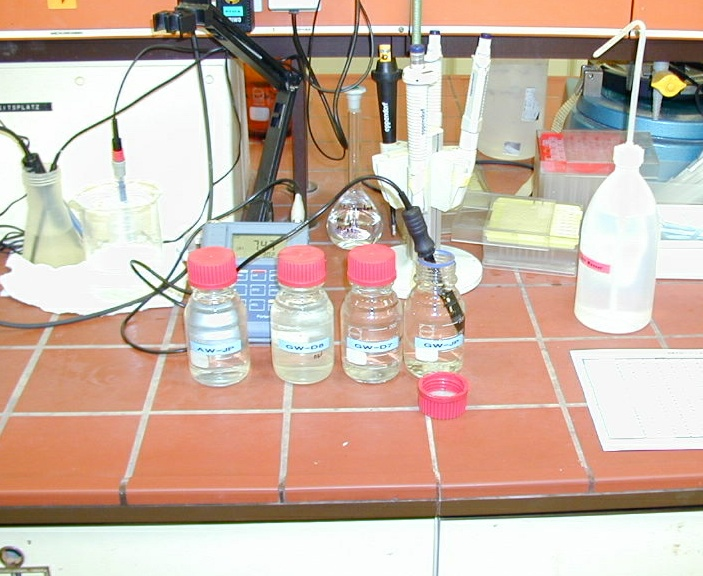
Piaccametro
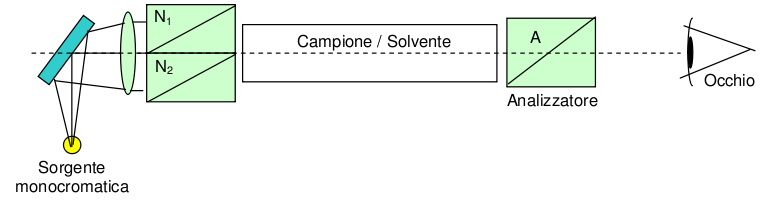
Polarimetro
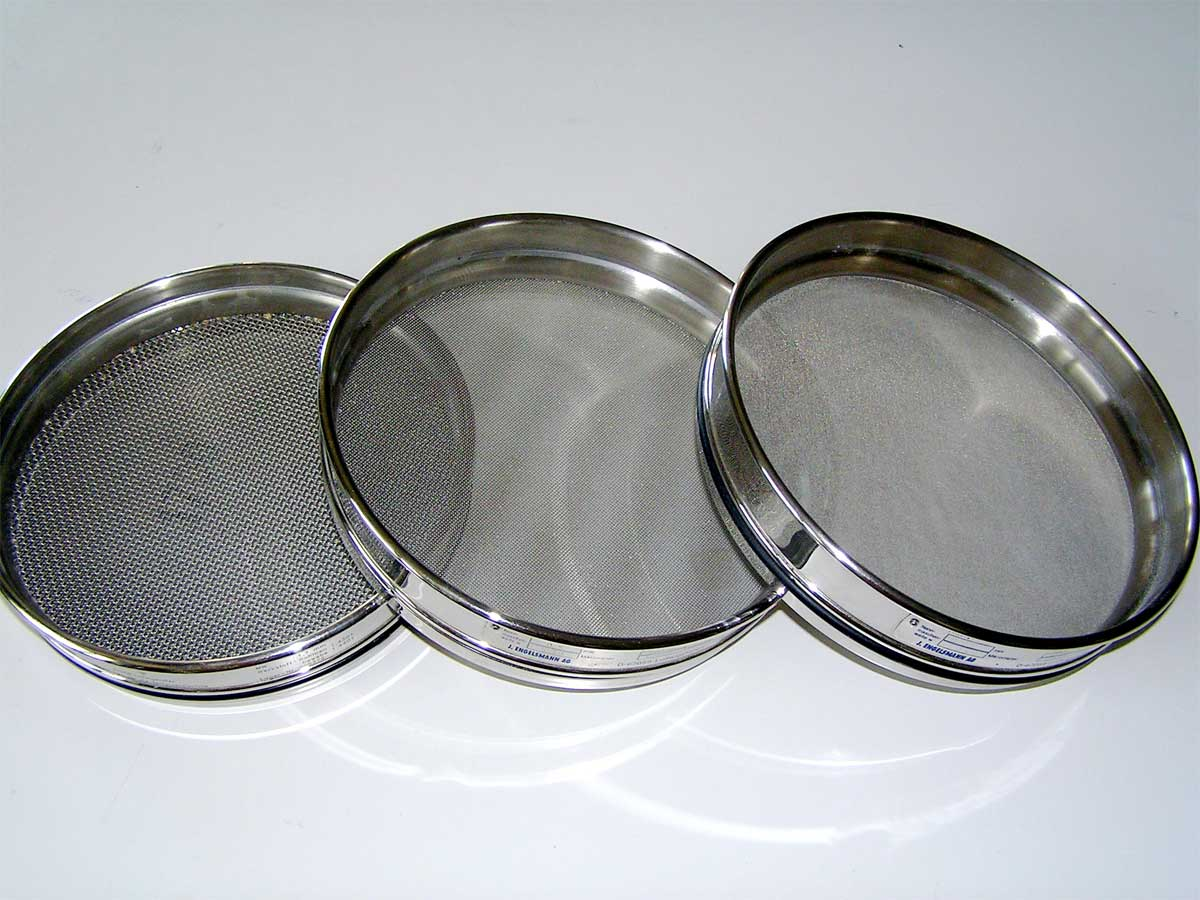
Setaccio (anche usato per separare un solido granulare in più tagli)
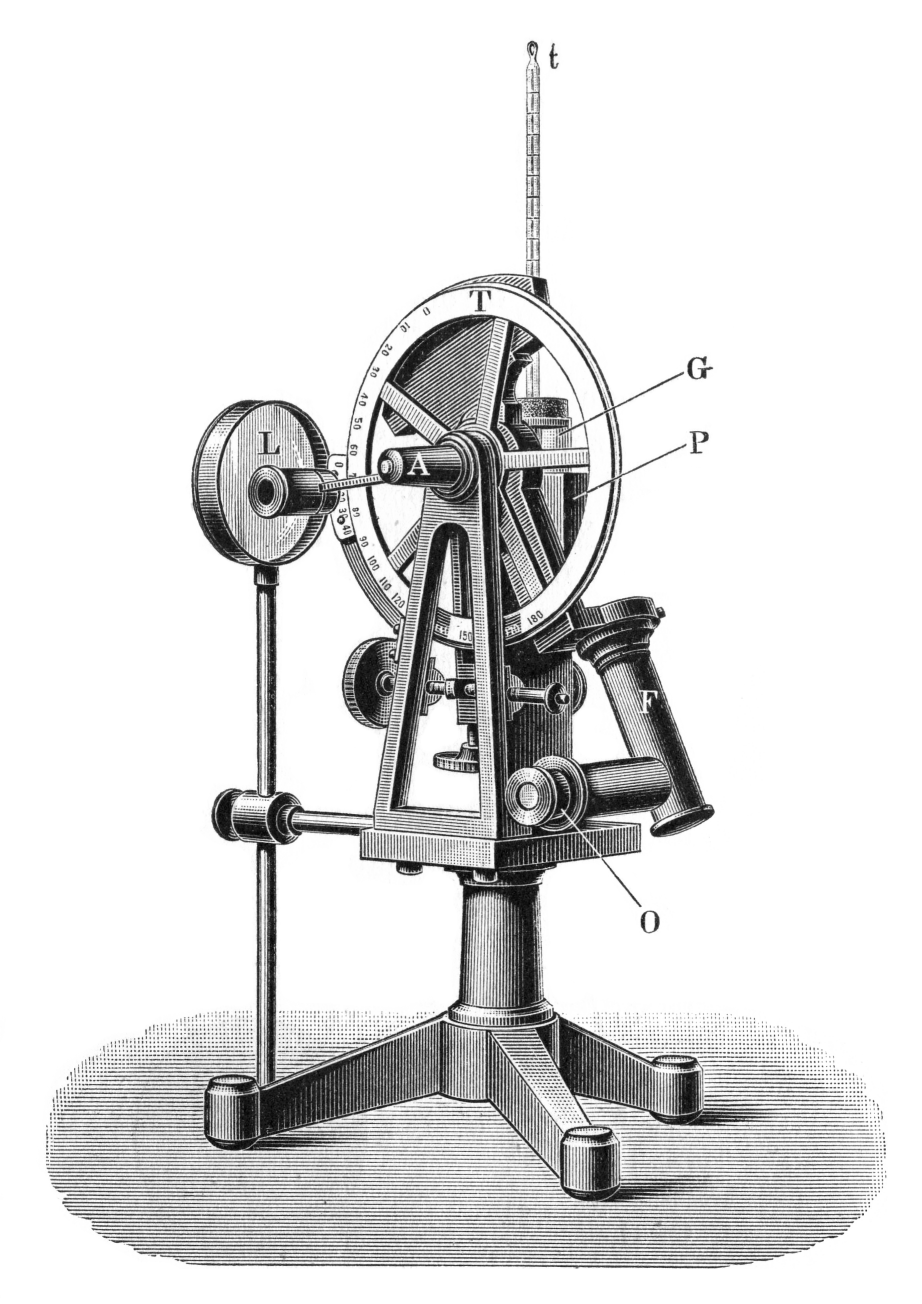
Rifrattometro
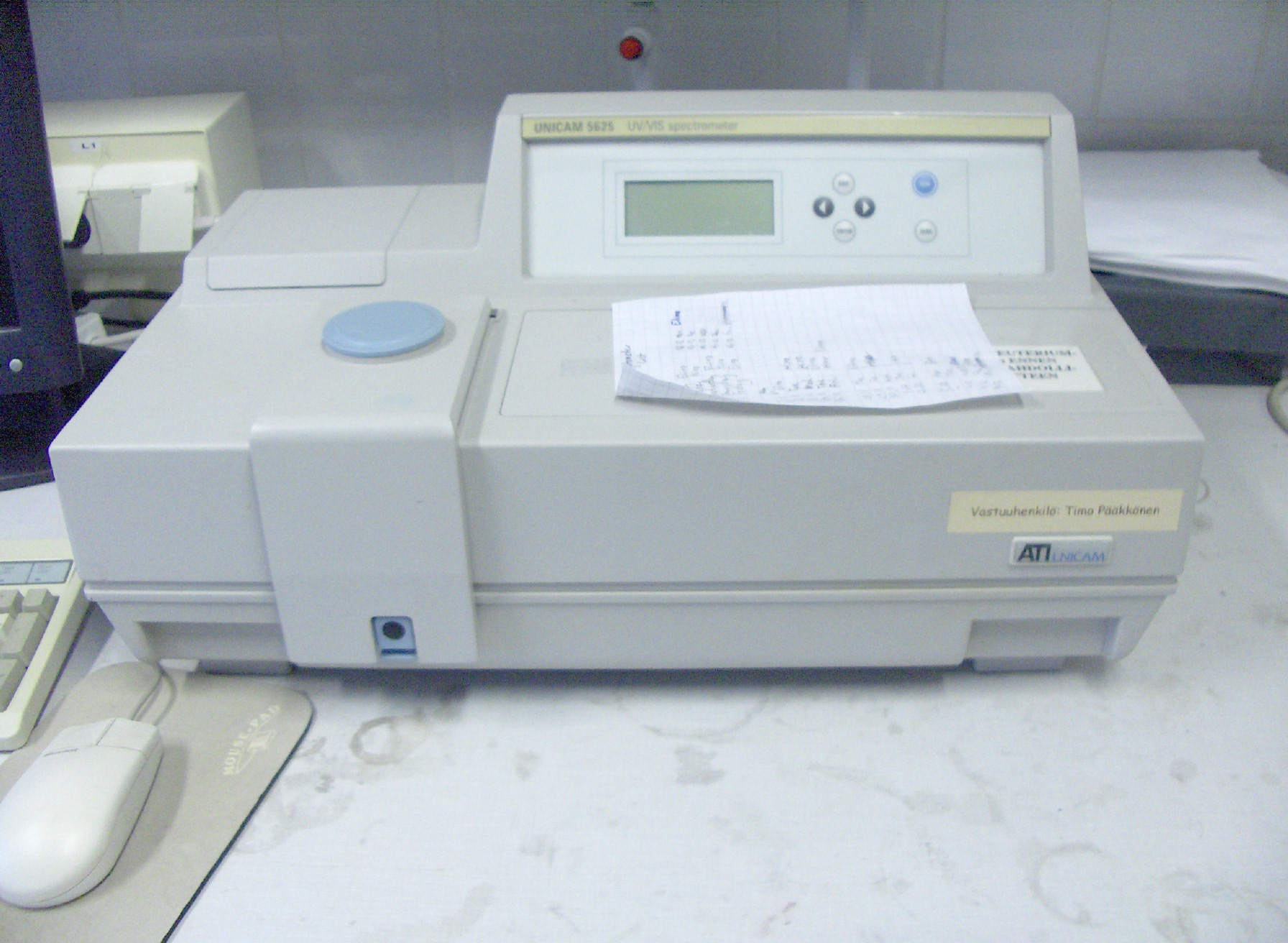
Spettrofotometro

Altri:
- Acidimetro
- Alcolometro
- Bilancia di precisione
- Bilancia idrostatica
- Mostimetro
- Pesafiltro
- Indicatore universale

### Strumenti per lo scambio termico
- Bagno termostatico
- Becco o lampada di Bunsen
- Stufa termostatica
- Stufa a muffola
- Mantello riscaldante

### Strumenti per il trasferimento o il trattamento di sostanze

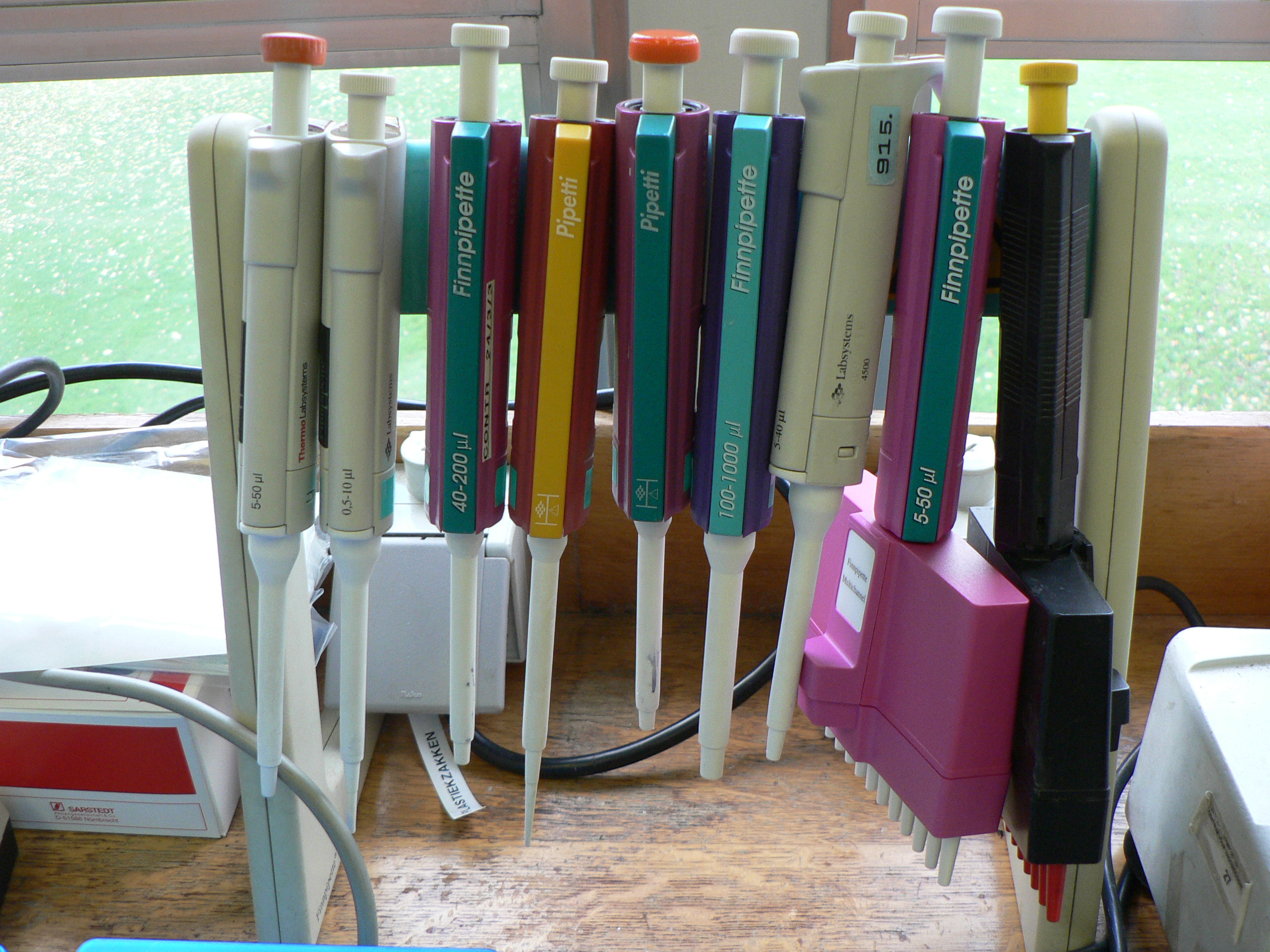
Micropipette da laboratorio

- Ansa (chimica)
- Becher
- Beuta
- Cannula
- Capsula di porcellana
- Cilindro graduato
- Crogiolo
- Cuvetta
- Imbuto
- Micropipetta
- Palla di Peleo
- Pallone
- Pallone a fondo sferico
- Pallone a fondo piatto
- Pipetta
- Pipetta Pasteur
- Provetta
- Spruzzetta
- Vetrino da orologio

### Strumenti per il supporto
- Pinze
- Portaprovette
- Treppiede (chimica)

## Altri strumenti
- Microscopio

## Sistemi software
- LIMS

## Sicurezza in laboratorio

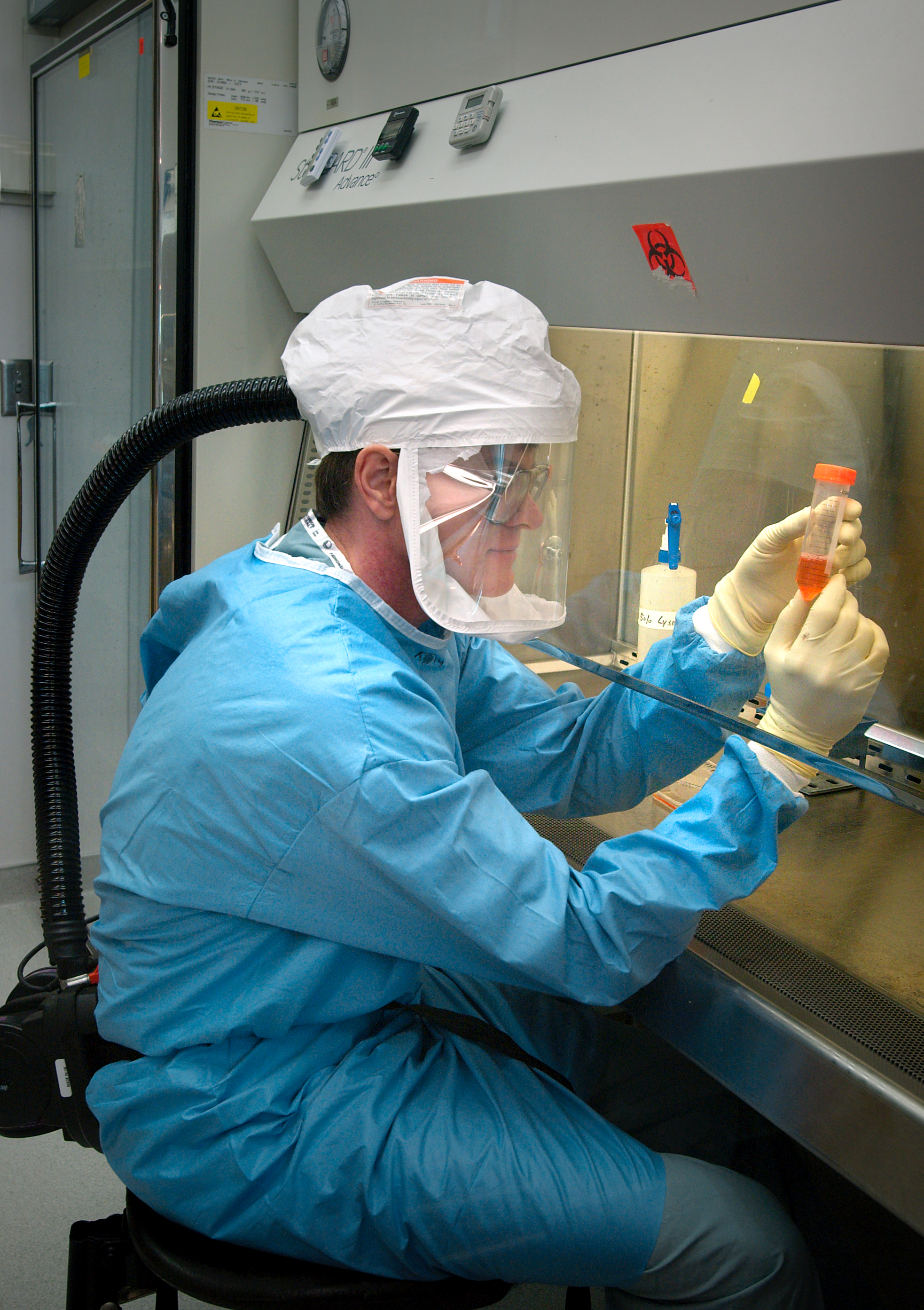
Maschera a pieno facciale e guanti in lattice

- Nei laboratori chimici possono essere presenti vari rischi, a seconda dei tipi di sostanze impiegate. Alcuni di questi pericoli possono essere: sostanze velenose o cancerogene, agenti infettivi (per esempio nei laboratori biochimici), miscele infiammabili, miscele esplosive, temperature elevate e recipienti in pressione.
- Nei laboratori dove possono sussistere condizioni di pericolo, devono essere adottate opportune misure di sicurezza. A tale scopo, esistono delle norme per minimizzare il rischio individuale, e devono essere utilizzati opportuni dispositivi di sicurezza per proteggere il laboratorio e le persone nelle vicinanze da eventuali danni e per intervenire in caso di emergenza.